# Zaporójie
Zaporójie (en rus: Запорожье) és un poble del krai de Kamtxatka, a Rússia, que el 2021 tenia 676 habitants. Pertany al districte d'Ust-Bolxeretsk.